# Shorea wangtianshuea
Shorea wangtianshuea är en tvåhjärtbladig växtart som beskrevs av Yong Kang Yang och J.K. Wu. Shorea wangtianshuea ingår i släktet Shorea och familjen Dipterocarpaceae. Inga underarter finns listade i Catalogue of Life.